# Pallacanestro Treviso 1996-1997
Benetton Pallacanestro Treviso 1996/97
| Num. | Naz.                           | Nome             |
| ---- | ------------------------------ | ---------------- |
| 4    | Italia (bandiera)              | Marco Carraretto |
| 5    | Italia (bandiera)              | Andrea Gracis    |
| 6    | Irlanda (bandiera)             | Glenn Sekunda    |
| 7    | Italia (bandiera)              | Riccardo Pittis  |
| 8    | Italia (bandiera)              | Denis Marconato  |
| 9    | Italia (bandiera)              | Jeffrey Colladon |
| 10   | Italia (bandiera)              | Davide Bonora    |
| 11   | Serbia e Montenegro (bandiera) | Željko Rebrača   |
| 12   | Germania (bandiera)            | Marc Suhr        |
| 13   | Italia (bandiera)              | Andrea Niccolai  |
| 14   | Stati Uniti (bandiera)         | Henry Williams   |
| 15   | Italia (bandiera)              | Stefano Rusconi  |

Allenatore: Mike D'Antoni